# العرايش (مول البركي)
العرايش هو دُوَّار يقع بجماعة مول البركي، إقليم آسفي، جهة مراكش آسفي في المملكة المغربية. ينتمي الدوّار لمشيخة مول البركي التي تضم 32 دوار. يقدر عدد سكانه بـ 211 نسمة حسب الإحصاء الرسمي للسكان والسكنى لسنة 2004.

## روابط خارجية
- البوابة الوطنية للجماعات الترابية
- المندوبية السامية للتخطيط